# ريتشارد جاي ميلر
ريتشارد جاي ميلر (بالإنجليزية: Richard J. Miller)‏ هو مصمم مطبوعات ورسام أمريكي، ولد في 10 مارس 1923 في سبرينغفيل في الولايات المتحدة، وتوفي في 27 يونيو 2008 في سينسيناتي في الولايات المتحدة.